# 鈴江言一
鈴江 言一（すずえ げんいち、1894年（明治27年）12月31日 - 1945年（昭和20年）3月15日）は、日本の社会運動家、中国研究者、中国革命史家。筆名は王子言、王枢之。

## 人物
島根県飯石郡に生まれる。父は衆議院議員の鈴江泰造。家業の破産により苦学する。明治大学入学。1918年の米騒動で官権の追捕にあい明大を中退。1919年中国へ渡り、国際通信社の北京支局員となり、中国共産党に入る。のち中江丑吉を知り、北伐が始まると武漢地区に潜入、その経験をもとに1929年『中国無産階級運動史』、1931年『孫文伝』（王枢之の筆名）を発表。
1942年に治安維持法違反で逮捕される。間もなく釈放されたが、1945年に結核のため死去した。

## 著書
- 『支那革命の階級対立』大鳳閣、1930
  - 『中国革命の階級対立』阪谷芳直校訂 平凡社 東洋文庫、1975
- 『偉人伝全集 孫文伝』王枢之 改造社、1931
  - 『孫文伝』鈴江言一 岩波書店、1950
- 『中國無産階級運動史』南満洲鉄道株式会社庶務部調査課編 南満洲鉄道、1929 
  - 改題『中国解放闘争史』石崎書店、1953

共編
- 『中江丑吉書簡集』伊藤武雄、加藤惟孝共編 みすず書房、1964